# Debreceni Református Kollégium Gimnáziuma és Diákotthona
A Debreceni Református Kollégium Gimnáziuma és Diákotthona, a Debreceni Református Kollégium keretein belül működő két középiskola egyike, a Debreceni Református Kollégium Dóczy Gimnáziuma mellett.

## Története
Dokumentálhatóan 1538-tól működik a Debreceni Református Kollégium, amelyet a „szegények iskolájának” is neveztek, mert tudatosan hívogatta falai közé a legszegényebb szülők gyermekeit is. Taníttatásuk költségeit a város polgárainak és más, tehetős támogatóknak az adományai mellett saját munkájukkal fedezték. A diákok önkormányzati szerve, a coetus, olyan nagy önállósággal rendelkezett, amely mai viszonyaink között elképzelhetetlen. Az iskola legjobb diákjai Európa legnevesebb protestáns egyetemein tanulhattak tovább (peregrináció), s így a legújabb tudományos felfedezésekről, filozófiai vagy teológiai irányzatokról első kézből kapott tájékoztatást a Kollégium diáksága és tanári kara.
A Kollégium intézményei a bécsi tanügyi reform (Organisations Entwurf 1849) következtében jöttek létre, amely igyekezett egységesíteni a birodalmi oktatásügyet. A Kollégium kezdetekben nem vezette be a reform előírásait, ezért hátrányt szenvedett, mely legérezhetőbben abban nyilvánult meg, hogy nem érettségiztethetett. Ebben az időszakban a nagyváradi premontrei gimnáziumban érettségiztek a Debreceni Kollégium diákjai.
Az Entwurf alapvetően megváltoztatta a Kollégium évszázados oktatási szokásait, megszüntetve a „tanítva tanítás” préceptori gyakorlatát. A hátrányok kiküszöbölésére a Kollégium az intézményesítés mellett döntött, létrehozva 1853-ban a nyolcosztályos gimnáziumát, de ez 1861-ben meg is szűnt. 1873-ban szervezték újjá, azóta van meg a mai formájában kisebb módosulásokkal. A magyar törvényhozás az 1912. évi XXXVI. törvénycikkel hozta létre a Magyar Királyi Tudományegyetemet, amely a Kollégium főépületében kezdte el működését 1914-ben. Ebből az okból a főépületből kiszoruló Főgimnázium 1914-ben új épületet kapott, a közeli Péterfia utca 1–7. szám alatt. A neoromán stílusú épületet Pecz Samu tervezte.
A gimnázium az egyetlen protestáns középiskolaként maradt meg egyházi fenntartásban a szocializmus évtizedeiben, 1952-ben a Dóczi Leánynevelő Intézet államosításakor vált koedukált intézménnyé, így kerültek be a leánytanulók a Főgimnáziumba, az addigi fiúiskolába. Ebben az időszakban az itt tanító tanárok és az ide jelentkező diákok tudatosan vállalták a „negatív diszkriminációt” (anyagi megbecsülés, felvételi elbírálás). Az ideológiai nyomás ellenére ebben a korszakban is nagyon sok olyan jó képességű diák végzett iskolában, akik a tudomány vagy a művészetek terén kiemelkedőt alkottak.
A gimnázium 1972-ben elvesztette a Péterfia utcai épületét, és át kellett költözzön a Kollégium hátsó udvarába, az egykori egyetemi internátus épületébe. Az gimnázium Péterfia utcai épületét 1992-ben fenntartója a Tiszántúli Református Egyházkerület azzal a feltétellel kapta vissza, hogy tovább működteti benne a tanítóképzőt. Miután a tanítóképző 2011-ben integrálódott a Debreceni Református Hittudományi Egyetembe, az épületet 2012-ben visszakapta a Gimnázium és annak teljes körű felújítása után a 2014 nyarától újra használatba veszi a Kollégium Általános Iskolájával együtt.
Az intézmény tanulóinak többsége ma is vidéki származású, gyakran hátrányos helyzetű. Az iskola pedagógiai programja a keresztyén és reformátori hagyományok és értékek megőrzését, biztos szakmai tudás nyújtását, közösségben gondolkodó, személyes és társadalmi felelősséget vállalni kész emberek formálását tűzi ki célul. A nevelésnek, a közösség kialakításának és fejlődésének fontos helyszínei az internátusok (diákotthonok), amelyek a sok százéves kollégiumi hagyományok számos elemét megőrizték. A kollégista diákok általában kéthetente utaznak haza, az bent töltött hétvégéken közös programok mellett közös istentiszteleti alkalmakat is biztosítanak számukra.
A rendszerváltás után megnövekedett jelentkezők száma, a Gimnáziumnak ma több mint 480 diákja és 40 tanára van. Az intézmény a négy évfolyamos képzés keretében humán, matematika, biológia és számítástechnika speciális osztályokat, illetve csoportokat indít. Valamennyi tanuló számára legalább egy idegen nyelv oktatása emelt szinten történik. A Gimnáziumba történő jelentkezőktől az iskola értékrendjének és házirendjének elfogadásán túl lelkipásztori jellemzést kérnek. A felvételi elbeszélgetéseken a szakmai alkalmasságon túl a család és a gyermek intézményválasztásának tudatosságáról igyekeznek meggyőződni.
A Gimnázium Andaházy-Szilágyi Leányinternátusa a Poroszlay úton található, a Kollégiumtól mintegy 10 perces sétával érhető el. A modern épületben 230 férőhely van, saját tanulószobák, tornaterem, étkezde, számítógépterem, társalgó és könyvtár biztosítja a diákok kényelmét és a tanórákra való felkészülését. A Fiúinternátus a Kollégium Főépületének második emeletén található, így nagyméretű belső terekkel és kiszolgáló helyiségekkel rendelkezik.
1996-ban indult el a gimnázium 6 osztályos tagozata, amely 2000-ben az egykori Dóczi Leánynevelő Intézet Kossuth utcai épületébe költözött, 2002 szeptemberétől pedig a Debreceni Református Kollégium Dóczy Gimnáziuma néven a Kollégium önálló tagintézménye lett.
A Gimnázium elsődleges célja a tanulók felsőfokú tanulmányokra való felkészítése. Felvételi statisztikák szerint a végzős diákok mintegy 70 – 80%-a kerül be az érettségi évében felsőfokú intézménybe, de később szinte kivétel nélkül mindenki továbbtanul. A végzett tanulók mintegy 70%-a rendelkezik legalább egy nyelvvizsgával. Az országos kompetenciaméréseken tanulói mindig jóval az országos átlag felett teljesítenek. A nevelőtestület munkájának hatékonyságát mérő „hozzáadott pedagógiai érték” alapján iskolánk országosan is az élmezőnybe tartozik.
A Debreceni Református Kollégium 2013-ban ünnepelte fennállása 475. évfordulóját. Az évfordulós megemlékezésekből a Gimnázium is kivette részét kiadványok megjelentetésével, versenyekkel, konferenciákkal, iskolai találkozók meghirdetésével.